# FS E.652
FS E.652 est une série de locomotives électriques utilisées par les FS, un opérateur de transport ferroviaire en Italie.

## Construction
Les E. 652 sont des locomotives construites entre 1989 et 1996. Étroitement dérivées des FS E.632 et E.633 (it), elles sont aptes à 160 km/h au lieu de 130 et 140 km/h, bénéficiant d'une puissance accrue : 4 950 kW au lieu de 4 320 kW.

## Galerie de photographies

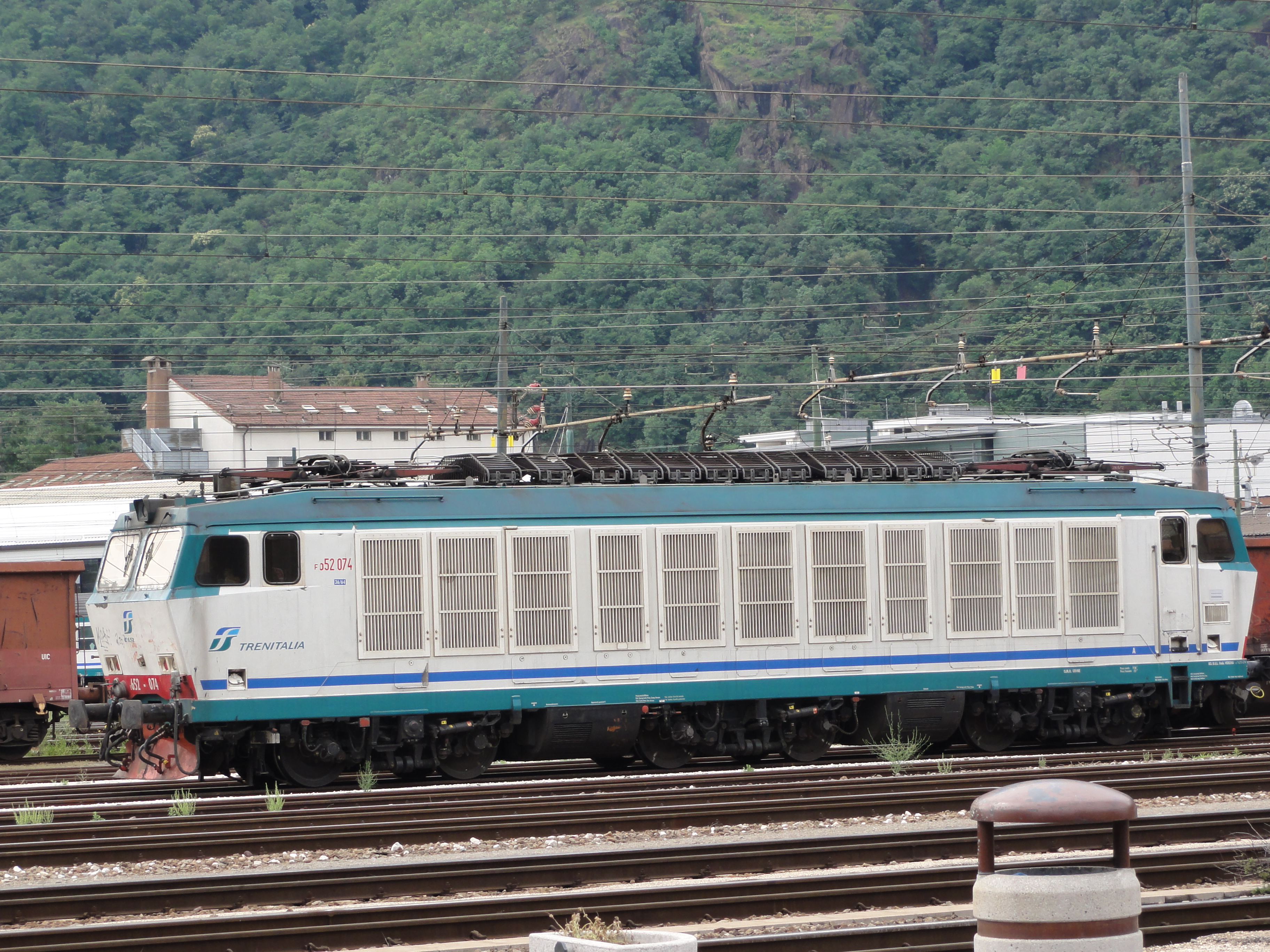
Livrée appliquée au cours des années 2000 sur le E. 652-074.
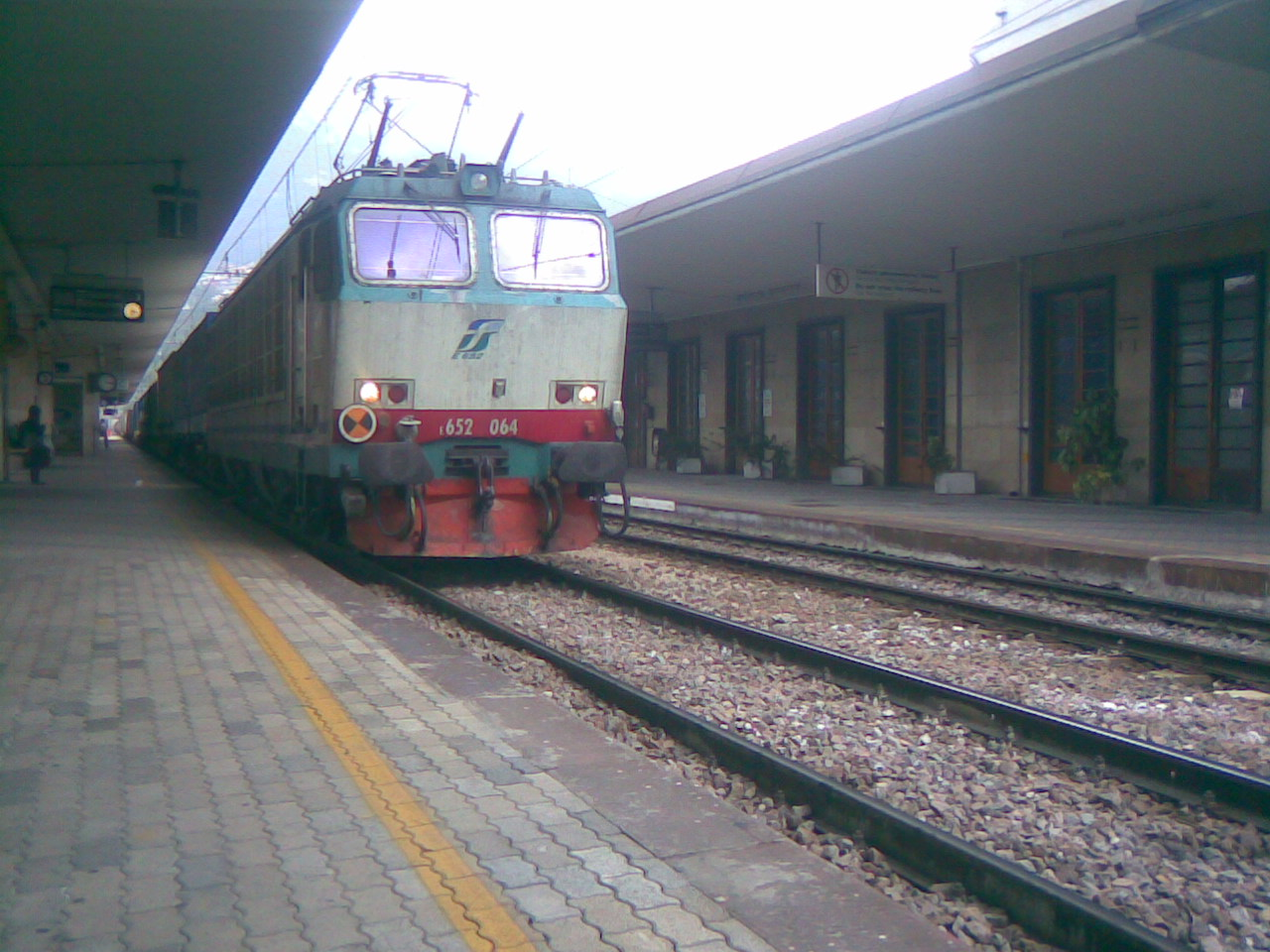
E. 652.064 au crochet d'un train de fret.

## Sources